# Hình chữ nhật

Hình chữ nhật ABCD với hai đường chéo

Hình chữ nhật trong hình học Euclid là một hình tứ giác có bốn góc vuông. Từ định nghĩa này, ta thấy hình chữ nhật là một tứ giác lồi có bốn góc vuông hay hình bình hành có một góc vuông.

## Tên gọi
Hình này được gọi là "hình chữ nhật" vì có hình dáng giống chữ 日 (Nhật) trong chữ Hán.

## Tính chất
- Có tất cả các tính chất của hình thang cân và hình bình hành.
- Hai đường chéo bằng nhau và cắt nhau tại trung điểm mỗi đường, đồng thời tạo thành 4 tam giác cân.
- Nội tiếp đường tròn có tâm là tâm của hình.

## Trong tích phân
Trong toán học tích phân, tích phân Riemann có thể được xem là một giới hạn của tổng số các diện tích của nhiều hình chữ nhật với một chiều ngang cực nhỏ.

## Diện tích hình chữ nhật

Một hình chữ nhật với chiều dài 4 và chiều rộng 5

Diện tích hình chữ nhật bằng tích của chiều dài và chiều rộng:
{\displaystyle S=a\times b}
(trong đó, hai cạnh đối và song song với nhau, chiều dài là a và chiều rộng là b)

## Chu vi
Chu vi hình chữ nhật bằng hai lần tổng chiều dài và chiều rộng của nó:
{\displaystyle P=\left(a+b\right)\times 2}

## Dấu hiệu nhận biết hình chữ nhật
- Tứ giác có ba góc vuông là hình chữ nhật.
- Hình thang cân có một góc vuông là hình chữ nhật.
- Hình bình hành có một góc vuông là hình chữ nhật.
- Hình bình hành có hai đường chéo bằng nhau là hình chữ nhật.

## Hệ quả
- Trong một tam giác, nếu đường trung tuyến ứng với một cạnh bằng nửa cạnh ấy thì tam giác đó là tam giác vuông.
- Trong tam giác vuông,đường trung tuyến ứng với cạnh huyền thì bằng nửa cạnh huyền.